# Eutreptiaceae
Eutreptiaceae  (Hollande, 1942) è una famiglia di microorganismi dell'ordine Eutreptiales del sottodominio Excavata, secondo una classificazione filogenetica.

Sono simili e imparentati con organismi dell'altra famiglia Astasiaceae, con la differenza che Eutreptiaceae contiene organismi esclusivamente acquatici.

## Caratteristiche
Le Eutreptiaceae vivono principalmente in acqua marina o dolce, e hanno due flagelli entrambi emergenti. Negli Eutreptia la lunghezza è più o meno uguale, negli Eutreptiella un flagello è più corto dell'altro.
La differenza con l'altra famiglia delle Astasiaceae è che le Eutreptiaceae sono specie esclusivamente acquatiche, ovvero vivono in acqua dolce o salata, ma non in ambienti umidi.
Tutti i membri del gruppo sono fotosintetici.

## Suddivisioni
La famiglia delle Eutreptiaceae contiene due generi:
- Eutreptia (Perty, 1852), comprende 9 specie, 4 marine, 4 di acqua dolce e una che vive in entrambe.
- Eutreptiella (A. da Cunha, 1914), a sua volta contenente 10 specie, esclusivamente marine.